# قطعنامه ۶ شورای امنیت
قطعنامه ۶ شورای امنیت سازمان ملل متحد که در تاریخ ۱۷ مه ۱۹۴۶ تصویب شد، سندی بین‌المللی دربارهٔ بررسی روند پذیرش و رسیدگی به دعاوی است. این قطعنامه طی نشست ۴۲ام با ۱۱ موافق ، ۰ مخالف و ۰ ممتنع مصوب شد.قطعنامه 6 شورای امنیت سازمان ملل متحد ، که به اتفاق آراء در 17 مه 1946 به تصویب رسید ، در تاریخ هایی ذکر شده است که شورای امنیت متقاضیان جدید سازمان ملل را بررسی می کند. این قطعنامه در 24 ژوئیه به دلیل به تعویق افتادن تاریخ افتتاح قسمت دوم اولین جلسه مجمع عمومی اصلاح شد. تاریخ های وضوح اصلی همان روزهایی که فاصله بین روز تشکیل جلسه پیش بینی شده و زمان واقعی است ، به عقب رانده می شوند.